# Tismanella chappuisi
Tismanella chappuisi es una especie de escarabajo del género Tismanella, familia Leiodidae. Fue descrita por René Gabriel Jeannel en 1928. Se encuentra en Rumania.

## Subespecies
Se reconocen las siguientes:
- T. c. arcuata
- T. c. chappuisi
- T. c. convexipennis
- T. c. diversa